# Base Aérea de RAF Lakenheath
Royal Air Force Lakenheath o RAF Lakenheath (IATA: LKZ, OACI: EGUL) es una base aérea de la Royal Air Force cerca del pueblo de Lakenheath en Suffolk, Inglaterra, 7,6 km al noreste de Mildenhall y 13,4 km al oeste de Thetford. 
A pesar de ser una base aéres de la RAF, Lakenheath actualmente solo alberga unidades y personal de la Fuerza Aérea de los Estados Unidos (USAF). El ala anfitriona es la 48th Fighter Wing (48 FW), conocida como Liberty Wing, asignada a las Fuerzas Aéreas de Estados Unidos en Europa (USAFE). El ala opera el F-15E Strike Eagle y el F-35A Lightning II.